# 鴻運證券
鴻運證券（Whole Win Securities）是香港的一間證券行。鴻運除從事證券交易的業務外，亦從事證券保證金（俗稱「孖展」，"margin"的音譯）融資業務。
2006年5月，香港證監會審核鴻運證券呈交的最近期財務申報表時，發現其速動資金與實際數目有異，其後鴻運承認有2800萬元的速動資金短欠數額。此外，鴻運亦被指將部分現金客戶的股票違規抵押銀行及向香港證監會提供虛假及具誤導性的財務申報表。
香港證監會基於投資大眾利益及公眾利益，所以於2006年5月26日向鴻運證券發出限制通知書，禁止鴻運從事證券交易業務，和買賣或處置其持有或代客戶持有的財產，亦暫停其在港交所的證券交易，並且計劃向法院申請委任管理人接管鴻運資產。5月31日，法院委任李約翰（John Lees）為鴻運證券的管理人，負責管理鴻運的財產及其代客戶持有的財產。
鴻運證券大股東梁建民，客戶包括已故「金王」胡漢輝的「胡氏家族」。
香港財經事務及庫務局局長馬時亨希望此事件是個別。
直至2006年4月止，鴻運證券有活躍客戶446名，當中孖展客有248名，涉及金額可能有港元6000萬至1億。

## 重組
2006年11月7日，地產名人胡永輝與鴻運證券管理人訂立重組協議，注資HK$38,000,000港元，接管鴻運，將證券及現金結餘退還客戶，及支付其他債權人的申索。2006年11月29日，法院批准李約翰與胡永輝就重組鴻運所達成的協議，亦已頒令解除李約翰作為鴻運證券管理人的職務，胡永輝亦已接管鴻運的事務。12月1日，香港證監會更改對鴻運的限制通知書，以便迅速退還客戶資產。

## 清盤
2007年6月8日，鴻運證券的債權人入稟高等法院，申請將鴻運證券清盤。案件將於2007年8月15日進行清盤聆訊。 （页面存档备份，存于）